# أليكساندر برتراند
أليكساندر برتراند (بالفرنسية: Alexandre Bertrand) هو عالم آثار فرنسي، ولد في 11 يونيو 1820 في باريس في فرنسا، وتوفي في 8 ديسمبر 1902 في سن جرمن آن له في فرنسا.